# جاروفايلاس دي الكونيتار
بلدية جاروفايلاس دي الكونيتار (بالإسبانية: Garrovillas de Alconétar)‏، هي بلدية تقع في مقاطعة قصرش والتي تقع في منطقة إكستريمادورا، غرب إسبانيا.
يبلغ عدد سكانها 2.457 نسمة وفقاً لإحصائية سنة (2002).

## توأمة
لجاروفايلاس دي الكونيتار اتفاقيات توأمة مع:
- إل بارت دي يوبريغات